# ロボカップ
ロボカップ（ロボカップジュニア）（RoboCup）は、ラジコンのような人の操作によって動くロボットではなく、自分で考えて動く自律移動型ロボットによる競技会であり、「西暦2050年までに、サッカーの世界チャンピオンチームに勝てる、自律移動のヒューマノイドロボットのチームを作る」という夢に向かって、人工知能やロボット工学の研究を推進し様々な分野の基礎技術として波及させることを目的とした、ランドマーク・プロジェクトである。

## 概要
競技会場やメディアを通した一般への認知としては高度なロボットコンテストに見えるが、その見かけのエンターテイメント性にも意味があり、50年に渡り数世代に及ぶ研究課題として次世代を担う子供達に科学技術の興奮と素晴らしさを伝えている。
ソニーCSLの北野宏明や大阪大学の浅田稔、電総研の松原仁（現：公立はこだて未来大学）ら日本の研究者が提唱して1993年に提案され、1995年にスペシャルセッション、1996年にプレ大会、1997年より第1回として毎年開催されている。
積極的な国では春から初夏にオープン戦が開かれ、7月頃に世界大会が開かれる。日本では、5月のゴールデンウィーク中にRoboCupジャパンオープンが開かれる。

## ロボカップ標準問題
ロボカップが提唱するロボットと人工知能の新しい標準問題として、以下の一節が良く使われる。
By 2050, develop a team of fully autonomous humanoid robots that can win against the human world champion team in soccer. 
「西暦2050年までに、人間のサッカーの世界チャンピオンチームに勝てる、自律型の人型ロボットチームを作る」

## 競技とシンポジウムの意義
ロボット工学の研究においては、人工知能から機械まで必要とされる要素技術が多く、再現性の不確かなシステムに陥りやすい問題がある。理論と現実の関連性の確保が難しく、誤れば研究の信頼性の問題となる。ロボカップは、一般にはロボット競技が注目されているが、競技で実証した研究をシンポジウムで発表すること、実物を前に研究者が交流を持つことにこそ意義があり、競技とシンポジウムは不可分の関係にある。

## 競技種目
ロボカップは大きく5つの分野に分けられ、さらに競技ごとに細かく分類される。
サッカー競技「ロボカップサッカー」、災害現場をテーマにしたフィールドで人命救助を行う「ロボカップレスキュー」、キッチンやリビングといった日常生活の場での人間との共同作業を追求する「ロボカップ＠ホーム」、物流や倉庫管理システムを題材とした「ロボカップインダストリアル」、将来のロボカップを支える子供たちのリーグ「ロボカップジュニア」がある。

### ロボカップサッカー
ロボカップの中心となる競技で、人間と同じように自分で状況を判断し動く自律型ロボットを使用して競技が行われる。

#### シミュレーションリーグ
シミュレーションリーグでは、コンピュータ画面上に11対11の人工知能の選手達が戦う。
外見上は、サッカーのコンピューターゲームに見えるが、中身は大きく異なる。
一般的にコンピューターゲームとしてのサッカーは、1つのプログラムが全ての状況を知っているため、将棋と同様のゲームとなる。状況の情報を全て使用可能であるため、フォーメーションやチームワークを持たせることが容易である。
シミュレーションリーグでは、各選手が現実の体を持たないロボットとして動作する。
それぞれの選手は独立したプログラムであり、各選手が利用可能な情報は限定されている。見えるのは首の向いた方向だけ、見えたボールや選手の位置も意図的に誤差を含めて、蹴ったボールも正確には飛ばない。声に相当する通信も少ない情報のみで届くことすら保障されていない。
不完全な情報、不完全な結果、予測できない仲間。これらの状況は人工知能の重大な問題を豊富に含んでおり、優秀な論文を最も多く生んでいる。
1996年のロボカップ・プレ大会から始まる最も古いリーグ。サッカーとしても、ゲームの質が最も高い。

#### 小型ロボットリーグ
車両型（直径18cm以内,高さ15cm以内）ロボットで戦う。2019年の世界大会より、参加チームの技術レベルに応じて先進的なDivision A、競争力の弱いチームや新規参入チームが参加するDivision Bに分けられており、細かな反則の有無やロボットの台数、フィールドサイズなどに差異がある(Division Aでは1チーム11台、12×9mのフィールドに対しDivision Bでは1チーム6台、9×6m、など)。フィールド上4mの地点に、フィールドを見渡すカメラが設置され、その画像を元に、チームのコンピュータがロボットに指示を出して戦う。集約型システムのロボットとして、素晴らしい速度とフォーメーションで戦う。
リーグで共通するソフトウェアや通信プロトコル、ルールなどはGitHub上で公開されており、誰でも修正意見や問題を報告することができる。
人間がラジコン操作で勝負をしても勝つことはもはや不可能。

#### 中型ロボットリーグ
18×12mのフィールドで5台までの自律移動型ロボットチーム同士で競技する。ロボットの大きさは正方形の一辺30cm以上52cm、高さ40cm以上80cm以下である。ただし、ゴールキーパーに限り、1秒間のみ正方形の一辺60cm以下、高さ90cm以内まで拡大可能である。小型ロボットリーグと大きく異なる点は、ロボットが完全に自律している点である。カメラ等の搭載センサのみで環境を認識し、その情報を用い判断・行動している。フォーメーションやチームプレイの難易度が高い。
人間がラジコン操作するロボットと互角なレベルに達しつつある。
近年、ループシュート（ボールが宙に浮くシュート）を打つロボットが現れた。

#### 標準プラットフォームリーグ

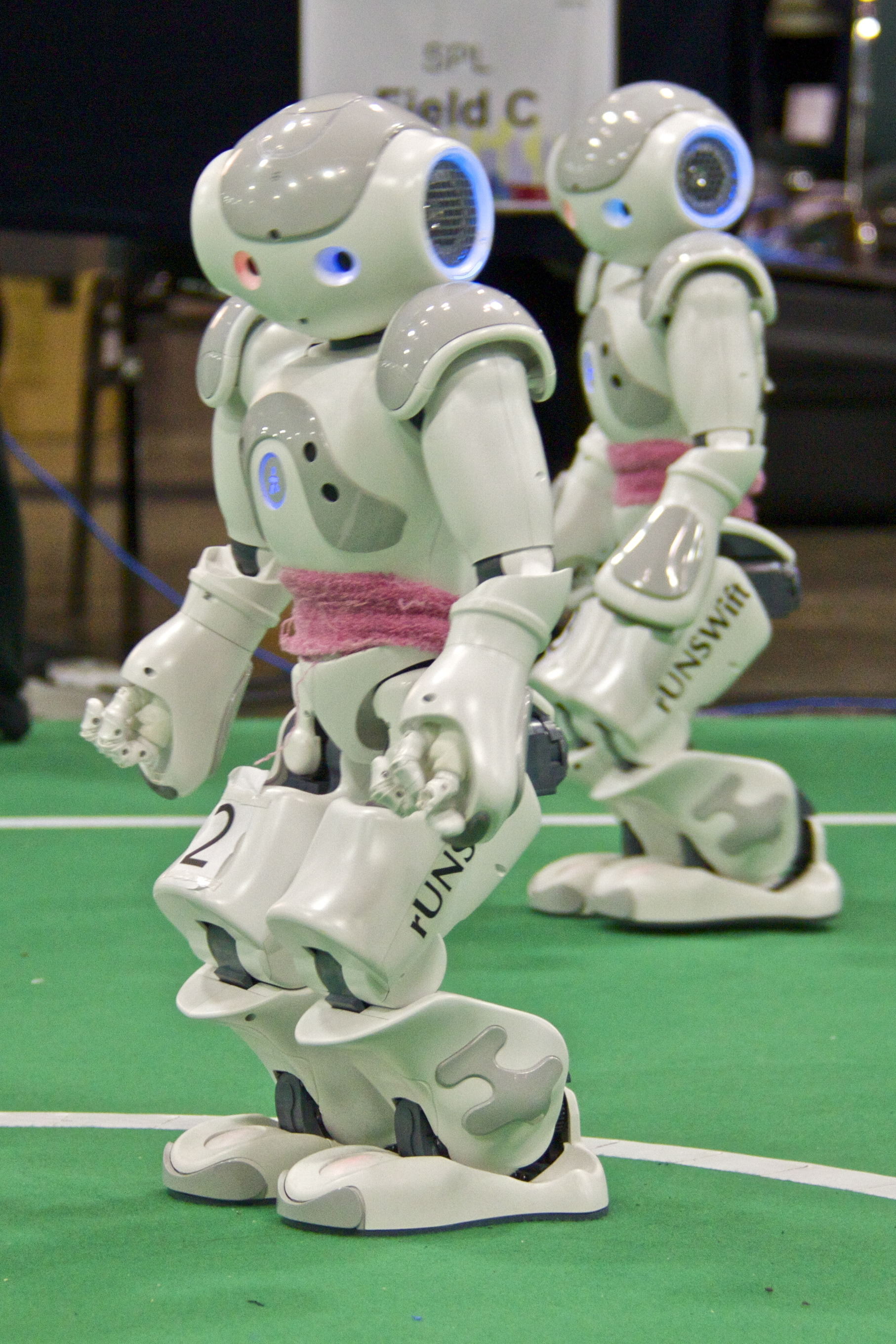
標準プラットフォームリーグで使用されるロボット「Nao」。

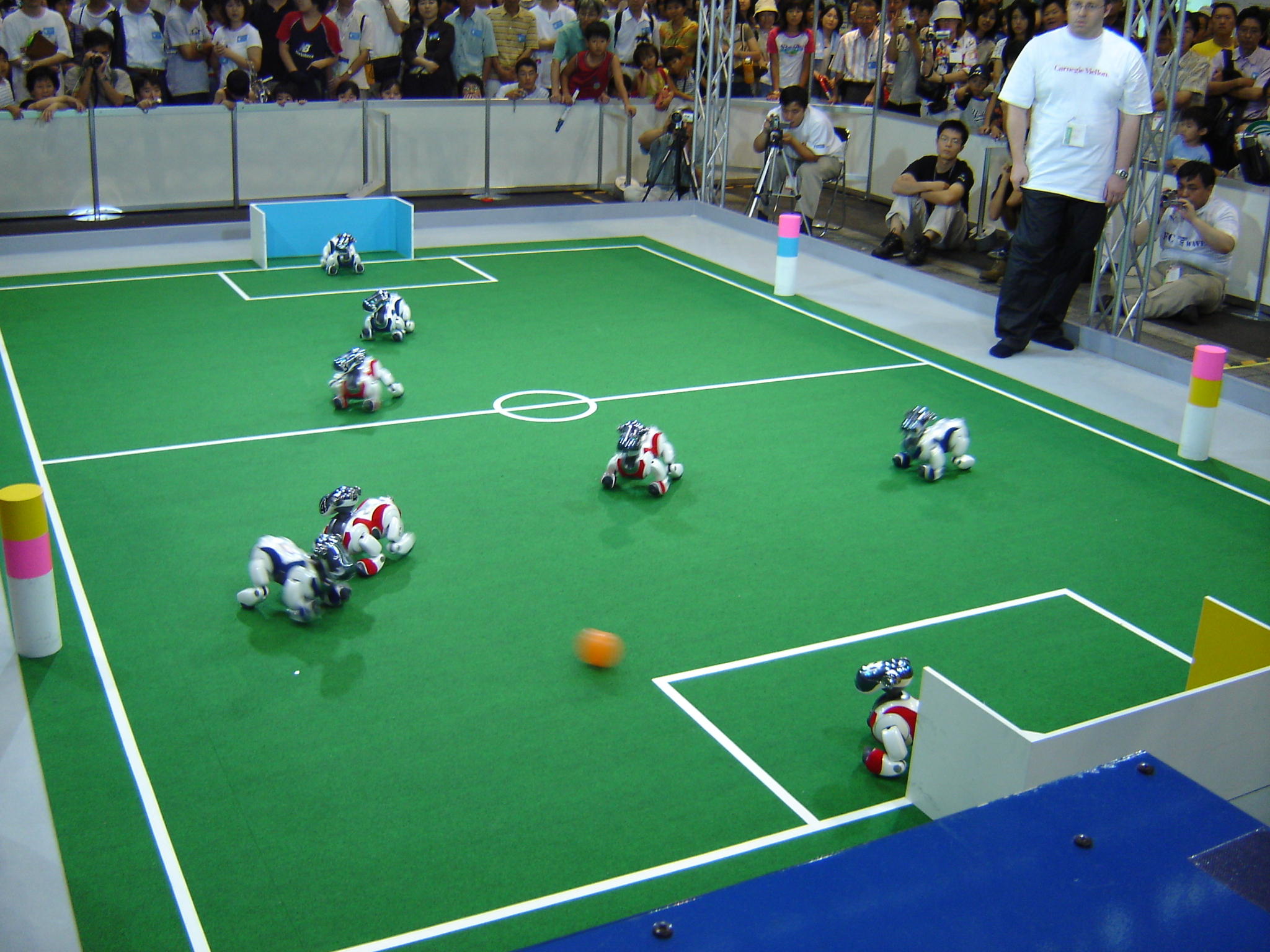
四足ロボットリーグの様子。8匹のAIBO達が4：4に分かれて得点を競う。2005年第9回世界大会（開催地：大阪）より。

各チームが同じプラットフォーム（ロボット）を使用し、プログラミングの優劣を競う。
使用機体は二足歩行ロボット「Nao」（フランス・アルデバランロボティクス製）。
2007年までは「四足ロボットリーグ」としてSONYの愛玩ロボットAIBOで争われていたが、AIBOシリーズの販売終了に伴い、2007年の大会を最後にNaoに変更された。

#### ヒューマノイドリーグ
2002年の世界大会から正式種目となった完全に独立した人型ロボットで戦う。各リーグの困難な部分を集めて、それだけでも困難な歩行ロボットに実行させる最も過酷なリーグ。2050年の目標へ向かうリーグであるが、技術的にまだ黎明期であり、各チームのロボットの状態に合わせて毎年出来る競技・ルールを作成している状態。身長60cm以下のキッズサイズリーグ、身長100cm以上のティーンサイズリーグ、身長130cm以上のアダルトサイズリーグに分かれる。一般的に小さいサイズの方がより高度な動きが出来る。
概ねの水準は以下の通り。各年の最優秀のロボットは以下の例より優れている。
- 2002年: 歩けないのが普通。特に優秀だと歩いてボールを蹴れる。多くが外部システムや電源に頼る。
- 2003年: 優秀なロボットは歩く。特に優秀だとボールを蹴れる。
- 2004年: 優秀なロボットはボールを蹴れる。特に優秀だとボールを見つけて蹴れる。
- 2005年: 優秀なロボットはボールを見つけて蹴れる。特に優秀だと状況判断で機動する。
- 2006年: 2対2のゲームが成立し始める。
- 2008年: 試合形式が3対3になる。専任のゴールキーパーを置くようになる。

### ロボカップレスキュー
1995年の阪神・淡路大震災の経験から始まった競技。

#### ロボカップレスキュー・シミュレーションリーグ
ロボカップジャパンオープン2001（福岡、2001年4月）およびロボフェスタ関西2001（大阪、2001年7月）を経て、2001年の世界大会から加わった。コンピュータ上の市街地の地図上に家屋、人、自動車、道路…あらゆる人、物、事象をシミュレーションし、大規模災害の対応を研究するリーグ。地球シミュレーターであらゆる地球環境・気象を研究するように、災害のあらゆる事象を研究する。具体的には、震災発生後、火災延焼などが進行するシミュレータプログラムが用意され、競技参加チームは救助隊・消防隊・警察隊・市民など個々に対応するエージェントと呼ばれるプログラムを作成することにより災害軽減化を目指す。競技開始前に被災地の状態は与えられていないので、各エージェントプログラムは自ら情報収集を行い、消火、舗装、救助活動を自らの判断で行う。競技の実況は2次元マップ、3次元マップ上に表示され、シミュレータ内で起こっている事象を実況中継するプログラムなどにより競技の様子を知る事ができる。学生がシミュレーションで見つけた消火の最適解を消防士に話したら消防のマニュアル通りだったというエピソードがある。地理情報システム（GIS）に含まれる建物には、建築年代、建築様式のみならず家族構成などの情報も含まれている。

#### ロボカップレスキュー・ロボットリーグ

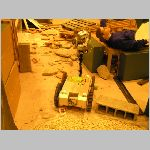
2004年大会でのレスキューロボットとビクティム

2001年の世界大会(メルボルン)から加わった。レスキューロボット(災害対応ロボット)による実物大の仮設の災害現場で、ロボットの性能を競うリーグ。具体的には、フィールドから離れた場所に隔離されたロボット操縦者が遠隔操作によりレスキューロボットを操縦か自律移動するロボットで、フィールド内に複数置かれた被災者（ビクティム）を探索する競技である。ビクティムの探索は、カメラによる画像のみによる視認以外に、温度センサや二酸化炭素センサなど複数のセンサの併用によって確認しなければならない。また、その発見したビクティムの状態および置かれた位置、ビクティムまでの地図情報などの正確さが評価される。採点方法は複雑で小数点以下数桁が含まれる点数となり分かりにくいが、操縦者が少ないほど、発見したビクティムが多いほど点数が大きくなる仕組みになっている。

### ロボカップジュニア
子供達を対象とした、次世代のロボット開発者を育てる競技。教育とホームエンターテイメント向けのロボカップ。教材開発や、科学技術教育手法の研究を推進することも、ロボカップジュニアの活動の1つである。ロボカップ・ジュニアに参加する子供の保護者や学校の教員などを「メンター」と呼び、実際のロボット製作やプログラミングへの参加や指示は禁じられており、あくまで「間接的に」参加することを要求されている。これは、子供達の自主的な活動としたいという教育的な狙いに基づいている。
近年ロボットの製作に参加する保護者などが増えており、問題視されるようになりつつある。
また、2015年度の大会より日本国内のローカルルールとして、リチウムポリマーバッテリーをロボットに搭載する際の規制が行われている。
リチウムポリマーバッテリーを搭載するロボットを製作し全国大会に出場する参加者は、ロボットに安全対策を施した上で参加ブロックの技術委員の署名と押印入りの使用申請書を運営委員会に提出しなければならない。
この規制は、参加者のずさんなリチウムポリマーバッテリーの取り扱いにより安全な大会運営がおざなりになることを危惧して始まったが、規制対象となるバッテリーの条件を決定した基準が不透明であったり、リチウムポリマーバッテリーは規制する一方でリチウムフェライトバッテリーやリチウムイオンバッテリーなどリチウムポリマーバッテリー以外のリチウム系バッテリーは規制しないといった難解な部分があり、一部参加者などの間で物議を醸しているのも事実である。

#### サッカーリーグ
改造可能な市販ロボット等を使って2対2のサッカー競技でロボット単体の性能や、チームプレイを競う。現在日本国内では、交流の機会が少なくなるとの理由から1対1は行われていない。2対2で使用するロボットについては、直径22cm×高さ22cmの円筒形に収まるサイズにしなくてはならない。部門はライトウェイトリーグとオープンリーグの二つに分かれ、ライトウェイトリーグは1.4kgの、オープンリーグは2.4kgまでの重量制限がある。赤外線パルスを発光するボールを使用するため、ロボットはボールを見つけるための赤外線センサや壁を探知するセンサなどを搭載する。ほとんどのロボットがマイコンを搭載しており、パソコンでプログラムを作成して自律制御させる。小学生年代からこの様な制御技術を扱うため、実際には対応したロボットキットを使うケースが多い。が、最近では市販のマイコンボードで制御を行い、オムニホイールやソレノイドを用いたキッカーやロボットとボールを固定させるドリブラーを組み込んだ高度なロボットを製作する子供も増えてきている。又、ルール規定違反だが保護者の援助を受けて違反出場するチームも多々ある。
2008年のRoboCup 2008 Suzhouより、GEN2と呼ばれる従来のジュニアサッカーリーグのフィールドから内壁を無くしたフィールドで試験的に試合が行われている。GEN2のフィールドでは、従来、壁のあったスペースの外側に30cmのアウトエリアと呼ばれるゾーンが出来、ゴールが黄色と青色で着色されている。床は左サイド、右サイド、ゴール前で色分けされている。ゴールが黄色と青色で着色されるようになった事で、ロボットの混乱を避けるためルール上でロボットを黄色又は青色で着色する事は禁止され、その色の衣服を着用する事も禁止になった。
また2009年のグラーツ世界大会より、GEN2を改良したField Bという競技が公式に開始されている。Field Bは内壁が存在しない事や、ゴールが黄色と青色で着色されているのはGEN2と同様だが、床が緑色のカーペットになり、アウトエリアの境界線が20mmの白い線でマーキングされるようになって、画像認識などの新しい技術を取り入れる事が考えられるようになった。
2013年のアイントホーフェン世界大会からは、相手ロボットや審判に危害を加えうる強力なロボットを減らすために、アウトエリアにロボットが完全に出ると1分間退場のペナルティが課せられるルールが作られ高度な制御が必要とされるようになった。
2016年の世界大会では試験的に赤外線ボールに変わるオレンジボールでの試合が導入される予定。（両試合チームの同意が必要）
今はオープンはオレンジ色のゴルフボールである。
また、日本国内だけでの日本リーグでは、ビギナーズ（旧Aコート）という、アウトエリアと呼ばれるゾーンがなく壁である、駆動モーター（ドリブラーやキッカーは含まれない）が二つ、電力が９Vまでなど初心者にとって作りやすいロボットで戦う部門もある。なお、日本大会に出場したチームはこの部門には出場できない。

#### Onstageリーグ
子供達が製作したロボットによる自由演技ベースのダンスパフォーマンス競技。ロボットの動きだけでなく、全体のプレゼンテーション力も評価される。演技する床面は赤・黒・白のテープで矩形に区切られており、その範囲内でロボットに自律制御の演技をさせる。センサの活用度やプログラミングの高度さ、機構製作のアイデアなども審査の対象となる。

#### レスキューリーグ
ロボットに決められたコースを辿らせて、早く確実に被災者を発見していくという競技。
競技にはLineとMazeの2つがある。Lineにおいては、被災した建物を模したコートは白色の床で、黒ビニールテープでラインが描かれている。このラインをトレースしてロボットを進ませるが、ラインは途中で20cm程度途切れた部分（ギャップ）が設けられており、また障害物やバンプが置かれていたり、木の棒が撒かれていたりする。2021年ルールにおいては、被災者は黒と銀色のボールであり、避難ゾーンの中に置かれている。
Mazeにおいては、壁で囲まれた迷路の中をたどっていき文字や色、温度を観測することによって被災者を発見し、1立方センチメートル以上の体積のレスキューキットを届けるということが求められる。

### ロボカップ@ホーム
ロボカップ@ホームは、サッカーで培われた技術を今度は日常生活で活用しようという試みであり、キッチンやリビングルームでの利用を想定して、ロボットがいかに人間と共に作業を遂行できるか、その技術を競技形式で評価する。
2006年ブレーメン大会で初めてエキシビションが行われた。

日本では2008年のジャパンオープン（沼津大会）から公式競技として実施された。

### 現在は非開催のリーグや企画
これまでいくつかのリーグが、提案されてきたがエキシビジョンのみ開催されたり、数年で終了したリーグなどがある。

#### RoboCup@Space
月面探査ロボットなどを想定したリーグで、2007年頃に企画されるが本開催には至らず。概念はGoogle Lunar X Prizeに近いものだった。

#### ロボカップトイズ
2001年3月にバンダイ、タカラ、トミーの3社によってオープンアーキテクチャーによる遠隔操作型ロボットが発表された。2001年に発売された。3社の製品では互換性が確保されておりパーツを組み合わせることによりレギュレーションの範囲内であれば自由に組み替える事が可能だった。赤外線による遠隔操作である為有線式と比較して自由度が高かった。また、4対4で対戦するため同時に8台まで走らせることが出来た。発売後、国内で数回大会が開かれた。ホームカラーとアウェイカラーがそれぞれのロボットに用意されていた。

## 組織
ロボカップは、スイスにあるロボカップ国際委員会（The RoboCup Federation）を中心に各国の委員会が運営している。ロボカップ国際委員会の本部はスイスに登記されている。
ロボカップ日本委員会（日本の委員会）は、特定非営利活動促進法の施行直後の1999年12月13日に、特定非営利活動法人として東京都の登記法人に登録。
各国の委員会は、以下の通り。
ドイツ、オランダ、イタリア、ポルトガル、スカンジナビア（スウェーデン）、オーストリア、アメリカ、ラテンアメリカ（ブラジル）、シンガポール、中国、日本、イラン。

## 歴史
- 1993年 ソニーCSLの北野宏明や大阪大学の浅田稔、電総研の松原仁（現：公立はこだて未来大学）ら、日本の研究者がRoboCupを提案。
- 1995年 Special Session on RoboCup （JSAI AI-Symposium 95　シンポジウム）
- 1996年 Pre-RoboCup 96 Osaka （IROS-96でのテスト大会　実機リーグとシミュレーションリーグ）
- 1997年 RoboCup 97 Nagoya（第1回世界大会、日本：名古屋）【シミュレーション、小型、中型の3リーグが開催、11か国40チーム参加】
- 1998年 RoboCup 98 Paris（第2回世界大会、フランス：パリ）【SONY4脚ロボットリーグが実機リーグに加わる、19か国81チーム参加】
- 1999年 RoboCup 99 Stockholm（第3回世界大会、スウェーデン：ストックホルム【ヒューマノイドリーグの概要が発表される、23か国85チーム参加】
- 2000年 RoboCup 2000 Melbourne（第4回世界大会、オーストラリア：メルボルン）【ヒューマノイドリーグのデモンストレーションが行われる、レスキューリーグ、ジュニアリーグの開始、19か国110チーム参加】
- 2001年 RoboCup 2001 Seattle（第5回世界大会、アメリカ：シアトル）【22か国138チーム参加】
- 2002年 RoboCup 2002 Fukuoka / Busan（第6回世界大会、日本・韓国：福岡・釜山）【29か国188チーム参加】
- 2003年 RoboCup 2003 Padua（第7回世界大会、イタリア：パドヴァ）【34か国277チーム参加】
- 2004年 RoboCup 2004 Lisbon（第8回世界大会、ポルトガル：リスボン）【37か国346チーム参加】
- 2005年 RoboCup 2005 Osaka（第9回世界大会、日本：大阪）【31か国330チーム参加】
- 2006年 RoboCup 2006 Bremen（第10回世界大会、ドイツ：ブレーメン） 【35か国地域440チーム参加】
- 2007年 RoboCup 2007 Atlanta（第11回世界大会、アメリカ：アトランタ） 【＠ホームリーグが加わる、39か国321チーム参加】
- 2008年 RoboCup 2008 Suzhou（第12回世界大会、中国：蘇州） 【35か国373チーム参加】
- 2009年 RoboCup 2009 Graz（第13回世界大会、オーストリア：グラーツ） 【43か国407チーム参加】
- 2010年 RoboCup 2010 Singapore（第14回世界大会、シンガポール） 【40か国500チーム参加】
- 2011年 RoboCup 2011 Istanbul（第15回世界大会、トルコ：イスタンブール）
- 2012年 RoboCup 2012 Mexico City（第16回世界大会、メキシコ：メキシコシティ）
- 2013年 Robocup 2013 Eindhoven (第17回世界大会、 オランダ：アイントホーフェン)
- 2014年 RoboCup 2014 Joao Pessoa (第18回世界大会、ブラジル：ジョアソペッソア)
- 2015年 RoboCup 2015 Hefei (第19回世界大会、中国：合肥市)
- 2016年 RoboCup 2016 Leipzig (第20回世界大会、ドイツ：ライプツィヒ)
- 2017年 RoboCup 2017 Nagoya (第21回世界大会、日本：名古屋市)
- 2018年 RoboCup 2018 MONTREAL（第22回世界大会、カナダ：モントリオール）
- 2019年 RoboCup 2019 Sydney（第23回世界大会、オーストラリア：シドニー）
- 2020年 コロナ禍のため中止
- 2021年 RoboCup 2021 Virtual（第24回世界大会、オンライン）
- 2022年 RoboCup 2022 Bangkok（第25回世界大会、タイ：バンコク）
- 2023年 RoboCup 2023 Bordeaux（第26回世界大会、フランス：ボルドー）

### 地区大会
欧州や日本、イラン、タイなどで大規模な地区大会が開催されており(2012年時点)、ジュニアの各リーグは地区大会が世界大会への予選となっているが、シニアリーグ（ジュニアリーグ以外のリーグ）の地区大会は、ジュニアのような"選抜"ではなく、"練習会"としての意味合いが強い。
- 1998年 第1回 ロボカップジャパンオープン（東京都青山）
- 1999年 第2回 ロボカップジャパンオープン（愛知県名古屋市）
- 2000年 第3回 ロボカップジャパンオープン（北海道函館市）
- 2001年 第4回 ロボカップジャパンオープン（福岡県福岡市）
- 2002年 ロボカップ春季競技会開催（東京都・日本科学未来館）
- 2003年 第5回 ロボカップジャパンオープン（新潟県新潟市）【140チーム　471名】
- 2004年 第6回 ロボカップジャパンオープン（大阪府大阪市・インテックス大阪）【156チーム　511名】
- 2005年 未開催
- 2006年 第7回 ロボカップジャパンオープン2006（福岡県北九州市）【175チーム　591名】
- 2007年 第8回 ロボカップジャパンオープン2007（大阪府大阪市）【193チーム　633名、ジャパンオープンへの海外チームの参加（海外参加チーム：イラン・ドイツ）】
- 2008年 第9回 ロボカップジャパンオープン2008（静岡県沼津市）【208チーム　736名（海外参加チーム：イラン・韓国・ドイツ・中国）】
- 2009年 第10回 ロボカップジャパンオープン2009（大阪府大阪市・京セラドーム）【233チーム　793名（海外参加チーム：中国・タイ・スペイン・ブラジル・アメリカ）】
- 2010年 第11回 ロボカップジャパンオープン2010（大阪府大阪市・大阪工業大学）【227チーム 778名（海外参加チーム：中国・タイ・イラン・スペイン・ブラジル）】
- 2011年 第12回 ロボカップジャパンオープン2011（大阪府大阪市・インテックス大阪）【234チーム　846名（海外参加チーム：タイ・台湾）】
- 2012年 第13回 ロボカップジャパンオープン2012 ジュニアリーグ（兵庫県尼崎市）【2012年はジュニアリーグは別日程で開催】
- 2012年 第13回 ロボカップジャパンオープン2012（大阪府大阪市・大阪工業大学）【12リーグ、73チーム、約450名参加（シニアリーグ）】
- 2013年 第14回 ロボカップジャパンオープン2013（東京都町田市・玉川大学）【295チーム、1078名参加(ジュニア、シニア合計)】
- 2014年 第15回 ロボカップ日本大会2014 ジュニアリーグ (埼玉県さいたま市、埼玉大学)
- 2014年 第15回 ロボカップジャパンオープン2014 (福岡県北九州市・九州工業大学/新潟県柏崎市・新潟工科大学)
- 2015年 第16回 ロボカップジャパンオープン2015 (福井県福井市)【参加チーム：72チーム、467人（メジャーのみ）】
- 2016年 第17回 ロボカップジャパンオープン2016 (愛知県豊田市・愛知工業大学)
- 2017年 第18回 ロボカップジャパンオープン2017 (愛知県・愛知工業大学、愛知県立大学)
- 2018年 第19回 ロボカップジャパンオープン2018 (岐阜県大垣市、5月開催）【来場者：約6万人】
- 2019年 第20回 ロボカップジャパンオープン2019 (新潟県長岡市、8月開催）【予定参加チーム：約60チーム、約430名（メジャーのみ）(予定海外参加：中国、タイ、マレーシア、メキシコ）】
- 2020年 第21回 ロボカップジャパンオープン2020 (オンライン、9月-12月分散開催）
- 2021年 第22回 ロボカップジャパンオープン2021 (オンライン、2022年3月分散開催）
- 2022年 第23回 ロボカップジャパンオープン2022 (オンライン、2022年9月-2023年3月開催）
- 2023年 第24回 ロボカップジャパンオープン2023 (滋賀県大津市・滋賀ダイハツアリーナ、龍谷大学瀬田キャンパス、5月開催）【49チーム　348人（海外参加チーム：タイ・マカオ・マレーシア）】

## 開催地
| 開催地                                        | 出場チーム数 | 出場国・地域 | 出場者数 |
| --------------------------------------------- | ------------ | ------------ | -------- |
| ロボカップ 2025 サルヴァドール - ブラジル     |              |              |          |
| ロボカップ 2024 アイントホーフェン - オランダ |              |              |          |
| ロボカップ 2023 ボルドー - フランス           |              |              |          |
| ロボカップ 2022 バンコク - タイ               | 335          | 40           | 2,200    |
| ロボカップ 2021 オンライン - Virtual          | 317          | 43           | 2,129    |
| ロボカップ 2020 中止 -                        | 335          | 40           | 2,200    |
| ロボカップ 2019 シドニー - オーストラリア     | 335          | 40           | 2,200    |
| ロボカップ 2018 モンテリオール - カナダ       | 360          | 40           | 2,345    |
| ロボカップ 2017 名古屋 ‐ 日本                 | 329          | 42           | 2,532    |
| ロボカップ 2016 ライプチヒ - ドイツ           | 404          | 45           | 3,500    |
| ロボカップ 2015 合肥市 - 中華人民共和国       | 346          | 43           | 2,032    |
| ロボカップ 2014 ジョアソペッセア - ブラジル   | 358          | 45           | 2,900    |
| ロボカップ 2013 アイントホーフェン - オランダ | 410          | 45           | 3,033    |
| ロボカップ 2012 メキシコシティ - メキシコ     | 381          | 42           | 2,356    |
| ロボカップ 2011 イスタンブール - トルコ       | 451          | 40           | 2,691    |
| ロボカップ 2010 シンガポール                  | 500          | 40           | 3,000    |
| ロボカップ 2009 グラーツ - オーストリア       | 407          | 43           | 2,472    |
| ロボカップ 2008 蘇州 - 中華人民共和国         | 373          | 35           |          |
| ロボカップ 2007 アトランタ - アメリカ合衆国   | 321          | 39           | 1,966    |
| ロボカップ 2006 ブレーメン - ドイツ           | 440          | 35           |          |
| ロボカップ 2005 大阪 - 日本                   | 387          | 36           |          |
| ロボカップ 2004 リスボン - ポルトガル         | 345          | 37           |          |
| ロボカップ 2003 パドヴァ - イタリア           | 238          | 35           |          |
| ロボカップ 2002 福岡 - 日本                   | 197          | 29           |          |
| ロボカップ 2001 シアトル - アメリカ合衆国     | 141          | 22           |          |
| ロボカップ 2000 メルボルン - オーストラリア   | 110          | 19           |          |
| ロボカップ 1999 ストックホルム - スウェーデン | 85           | 23           |          |
| ロボカップ 1998 パリ - フランス               | 63           | 19           |          |
| ロボカップ 1997 名古屋 - 日本                 | 38           | 11           |          |

## テレビ番組
- 日経スペシャル ガイアの夜明け ロボットはパートナー 〜実用型ロボット開発に挑む〜（2004年9月28日、テレビ東京）[9]。- レスキューロボットを取材。